# Хармс, Даниил Иванович
Дании́л Ива́нович Хармс (настоящая фамилия Ювачёв; 17 [30] декабря 1905[…], Санкт-Петербург — 2 февраля 1942[…], Ленинград) — русский и советский писатель, поэт и драматург. Основатель объединения деятелей культуры-новаторов «ОБЭРИУ».
С началом Великой Отечественной войны впал в состояние отчаяния, бурно публично выражал негативные эмоции и был арестован 23 августа 1941 года. Скончался в тюремной больнице 2 февраля 1942 года в Ленинграде. Реабилитирован 25 июля 1960 года.

## Биография

### Происхождение
Даниил Ювачёв родился 17 (30) декабря 1905 года в Санкт-Петербурге в семье Ивана Павловича Ювачёва (1860—1940) и Надежды Ивановны Ювачёвой (Колюбакиной) (1869—1929). И. П. Ювачёв был революционером-народовольцем, сосланным на Сахалин и ставшим духовным писателем. Он был знаком с А. П. Чеховым, Л. Н. Толстым, М. А. Волошиным и Н. А. Морозовым.
Сам Даниил Иванович считал днём своего рождения 1 января. Позже он любил рассказывать псевдоавтобиографические, абсурдистские истории о своём рождении, оставив на эту тему несколько текстов («Теперь я расскажу…», «Инкубаторный период» — оба 1935 год).
В 1915—1918 (по другим данным, в 1917—1918) годах Даниил Ювачёв обучался в средней школе (Realschule), входившей в состав Главного немецкого училища Святого Петра (Петришуле), в 1922—1924 годах — во 2-й Детскосельской единой трудовой школе, с 1924 года — в Первом ленинградском электротехникуме, откуда был отчислен в феврале 1926 года. 15 сентября 1926 года был зачислен слушателем на курсы кино в Государственный институт истории искусств.

### Начало литературной деятельности
Примерно в 1921—1922 году Даниил Ювачёв выбирает себе псевдоним «Хармс». Исследователи выдвинули несколько версий его происхождения, находя истоки в английском, немецком, французском языках, иврите, санскрите. В рукописях писателя встречается около сорока псевдонимов (Ххармс, Хаармсъ, Дандан, Чармс, Карл Иванович Шустерлинг и другие). При подаче заявления для вступления во Всероссийский союз поэтов 9 октября 1925 года Хармс так отвечает на вопросы анкеты:
| 1. Фамилия, имя, отчество: | Даниил Иванович Ювачёв-Хармс |
| 2. Литературный псевдоним: | Нет, пишу Хармс              |

В 1924—1926 годах Хармс начинает участвовать в литературной жизни Ленинграда: выступает с чтением своих и чужих стихов в различных залах, вступает в «Орден заумников DSO», организованный Александром Туфановым. В марте 1926 года становится членом Ленинградского отделения Всероссийского союза поэтов (исключён за неуплату членских взносов в марте 1929 года). Для этого периода характерно обращение Хармса к «заумному» творчеству, которое произошло под влиянием работ Велимира Хлебникова, Алексея Кручёных, Александра Туфанова, Казимира Малевича.
В 1925 году Хармс познакомился с участниками поэтическо-философского кружка «чинарей», куда входили Александр Введенский, Леонид Липавский, Яков Друскин и другие. С 1926 года Хармс активно пытается объединить силы «левых» писателей и художников Ленинграда. В 1926—1927 годы он организует несколько литературных объединений («Левый фланг», «Академия левых классиков»). Осенью 1927 года группа писателей во главе с Хармсом получает окончательное название — ОБЭРИУ («Объединение реального искусства»). В ОБЭРИУ вошли Даниил Хармс, Александр Введенский, Николай Заболоцкий, Константин Вагинов, Игорь Бахтерев, Борис (Дойвбер) Левин, Климентий Минц и другие. Самой яркой страницей существования ОБЭРИУ стал вечер «Три левых часа», состоявшийся 24 января 1928 года. На этом театрализованном представлении обэриуты читали свои произведения, была поставлена пьеса Хармса «Елизавета Бам».

### Детская литература
В конце 1927 года Самуил Маршак, Николай Олейников и Борис Житков привлекают членов ОБЭРИУ к работе в детской литературе. С конца 1920-х по конец 1930-х годов Хармс активно сотрудничал с детскими журналами «Ёж», «Чиж», «Сверчок», «Октябрята», где публиковались его стихи, рассказы, подписи к рисункам, шуточные рекламы и головоломки. В отличие, например, от Александра Введенского, Хармс очень ответственно подходил к работе в детской литературе, которая была для него постоянным и почти единственным источником дохода. Как заметил исследователь русского авангарда, друг обэриутов Н. И. Харджиев,

Введенский халтурил в детской литературе: ужасные книжки писал, хороших было очень мало… А Хармс, кажется, написал всего шесть детских книг и очень хороших — он не любил этого, но не мог писать плохо.

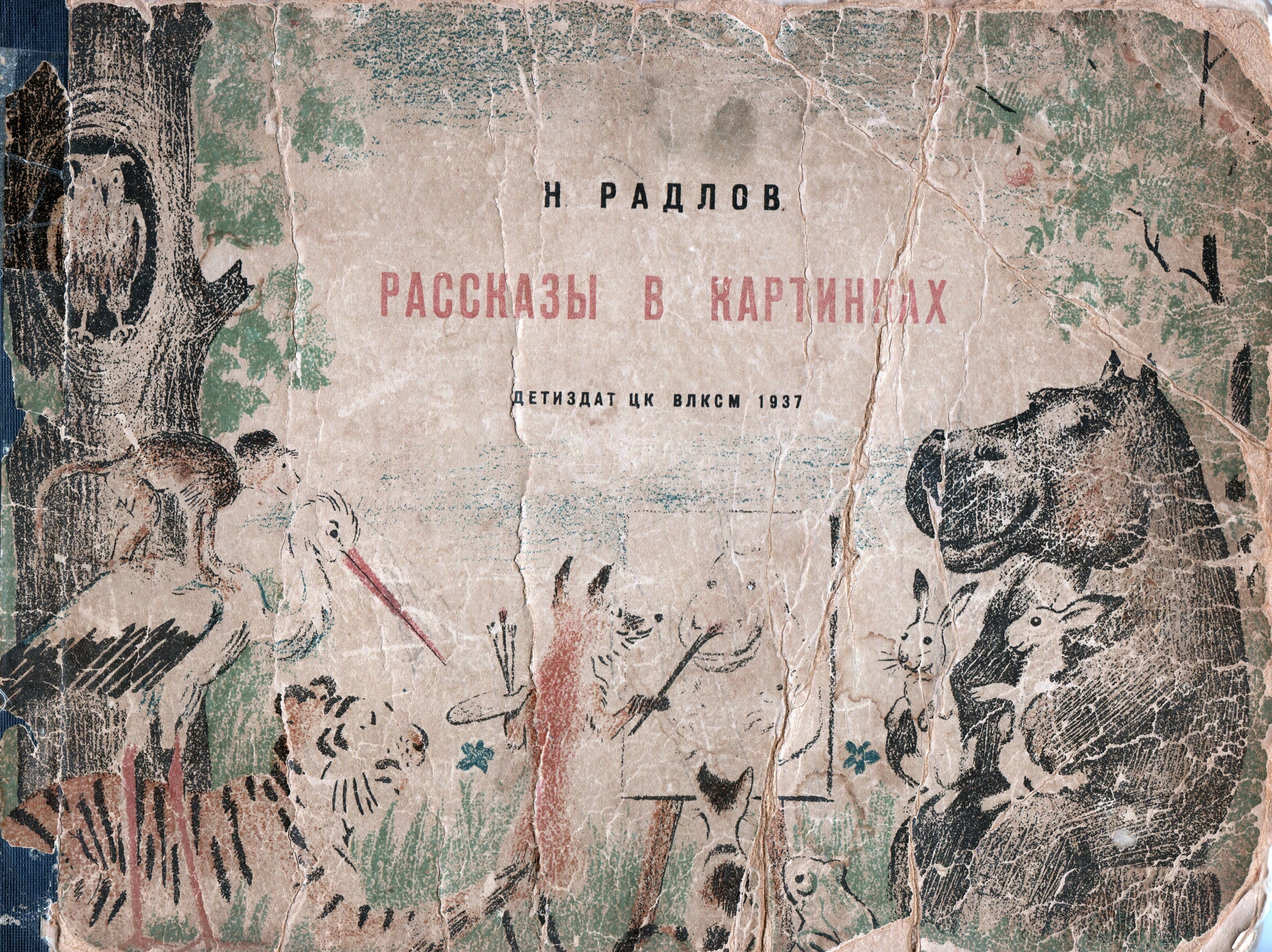
Обложка книги Н. Радлова с текстами Д. Хармса, Н. Гернет и Н. Дилакторской

В период с 1928 по 1931 год вышло 9 иллюстрированных книжек стихов и рассказов для детей — «Озорная пробка» (запрещена цензурой в период с 1951 по 1961 год), «О том, как Колька Панкин летал в Бразилию, а Петька Ершов ничему не верил», «Театр», «Во-первых и во-вторых», «Иван Иваныч Самовар», «О том, как старушка чернила покупала» (отнесена к числу книг, «не рекомендуемых для массовых библиотек»), «Игра», «О том, как папа застрелил мне хорька», «Миллион».
В 1937 году вышла книга Вильгельма Буша «Плих и Плюх» в переводе Хармса. В 1940 году вышла книга Хармса «Лиса и заяц», а в 1944 году отдельным изданием, но анонимно, было выпущено стихотворение «Удивительная кошка». Также при жизни писателя выходили отдельные издания написанного совместно с С. Маршаком стихотворения «Весёлые чижи» и книги «Рассказы в картинках», текст которой написан Хармсом, Ниной Гернет и Натальей Дилакторской.

### Первый арест

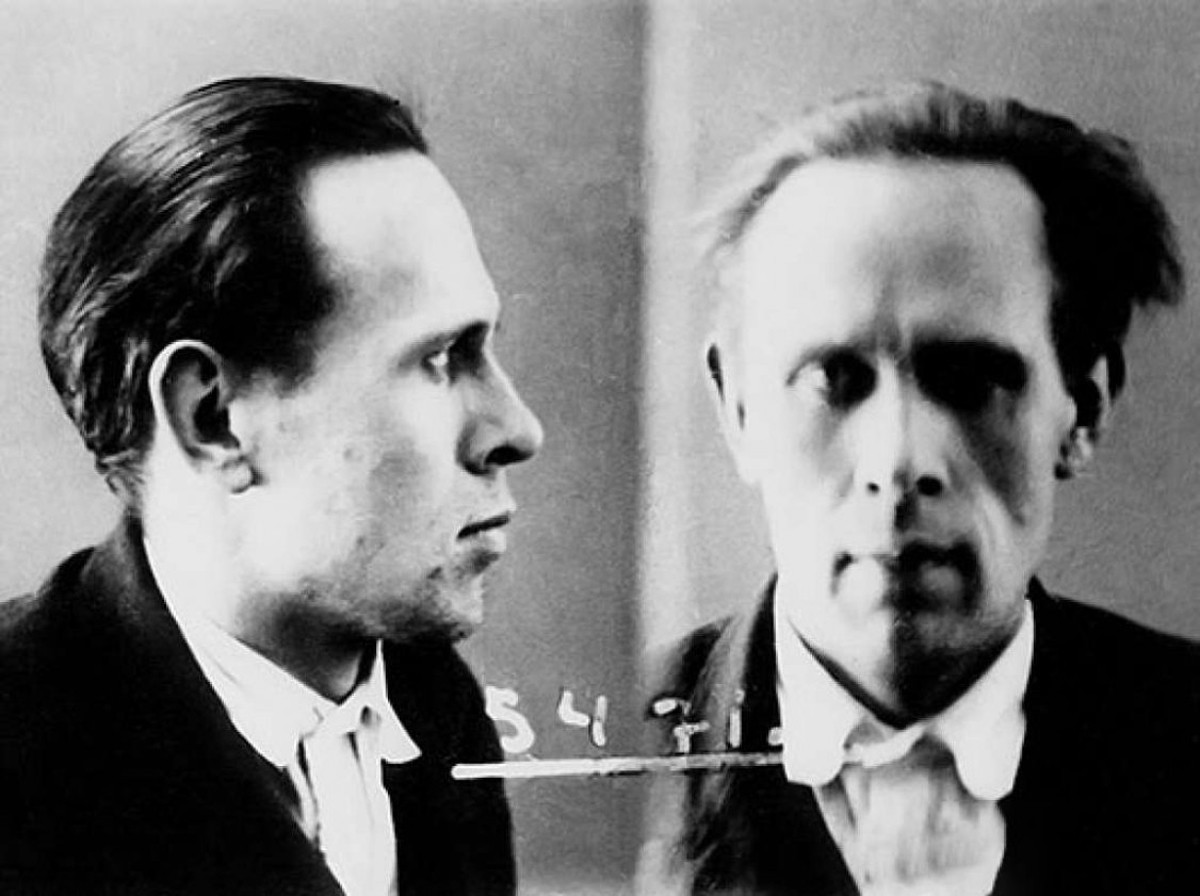
Арест Хармса в 1931 году, фото из следственного дела

В декабре 1931 года Хармс, Введенский, Бахтерев были арестованы по обвинению в участии в антисоветской группе писателей, причём поводом для ареста стала их работа в детской литературе, а не шумные эпатирующие выступления обэриутов. Хармс был приговорён коллегией ОГПУ к трём годам исправительных лагерей 21 марта 1932 года (в тексте приговора употреблён термин «концлагерь»). В итоге 23 мая 1932 года приговор был заменён высылкой («минус 12»), и поэт отправился в Курск, где уже находился высланный Александр Введенский.

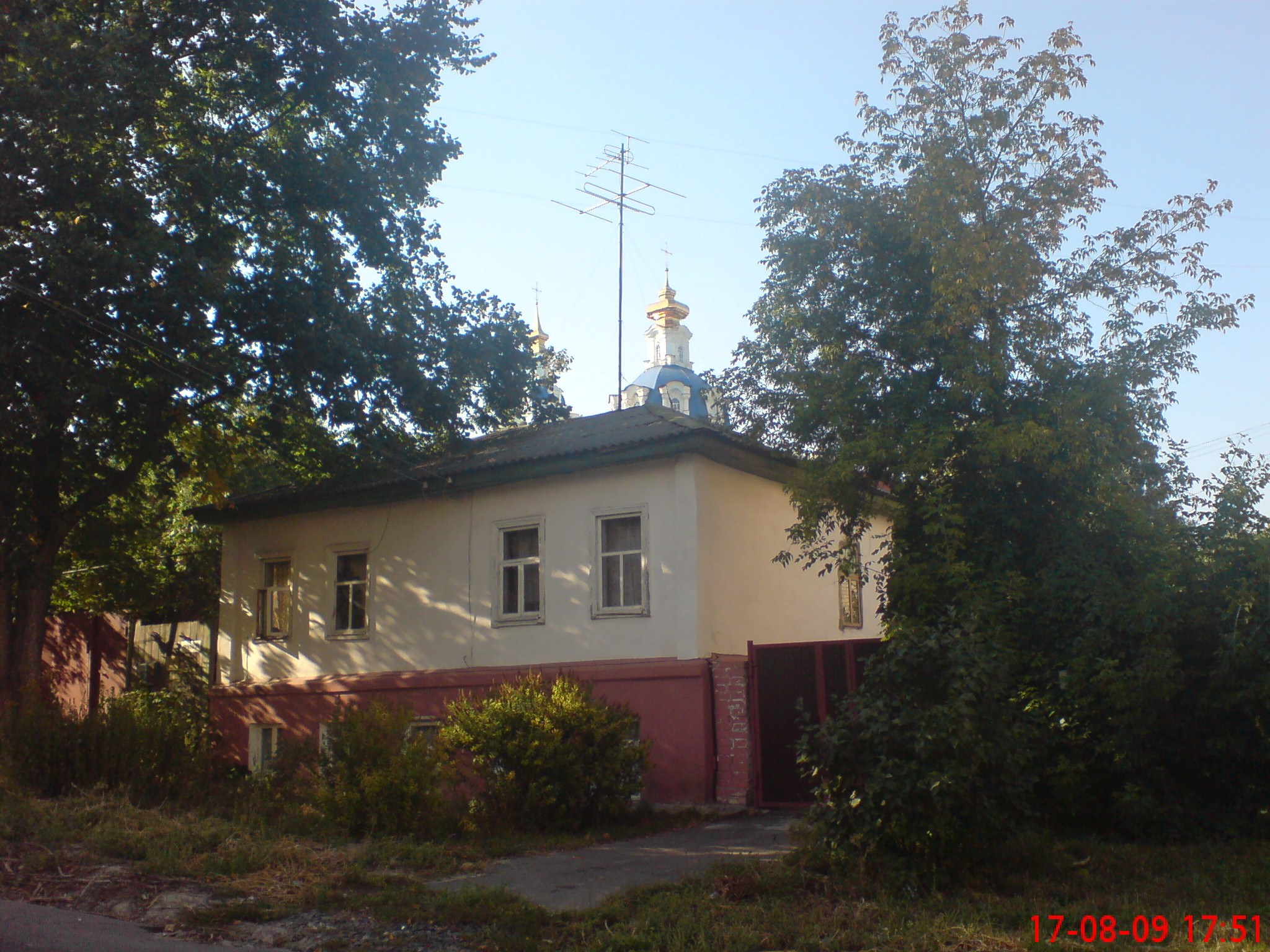
Дом № 16 по ул. Уфимцева (бывшая ул. Первышевская) в Курске

Хармс приехал в Курск 13 июля 1932 года и поселился в доме № 16 на Первышевской улице (сейчас улица Уфимцева). В Ленинград Хармс вернулся 12 октября 1932 года.

### 1930-е годы
После возвращения из ссылки в жизни Хармса наступает новый период: публичные выступления ОБЭРИУ прекращаются, снижается количество выходящих детских книг писателя, его материальное положение становится очень тяжёлым. В творчестве Хармса намечается переход от поэзии к прозе. Ж.-Ф. Жаккар выделил в творчестве писателя два крупных периода, разделенных глубоким мировоззренческим кризисом 1932—1933 годов: первый период (1925 — начало 1930-х годов) — метафизическо-поэтический, связанный с утопическим проектом творения мира с помощью поэтического слова, второй (1933—1941 годы) — прозаический, выражающий несостоятельность метафизического проекта, распад образа мира и самого литературного языка.
Осознавая, что ему не удастся издать ничего, кроме произведений для детей, Хармс тем не менее не прекращает писать. В 1930-е годы он создаёт свои главные произведения — цикл рассказов «Случаи», повесть «Старуха», а также огромное количество небольших рассказов, стихотворений, сценок в прозе и стихах.
Летом 1934 года Хармс женился на Марине Малич. Он продолжает общаться с Александром Введенским, Леонидом Липавским, Яковом Друскиным, вместе с которыми составляет дружеский круг «чинарей». Они встречались несколько раз в месяц, чтобы обсудить недавно написанные произведения, различные философские вопросы. Составить представление об этих встречах можно по «Разговорам» Леонида Липавского, которые представляют собой запись бесед Д. Хармса, А. Введенского, Н. Олейникова, Я. Друскина, Т. Мейер, Л. Липавского середины 1930-х годов. В конце 1930-х годов Хармс был также дружен с молодым искусствоведом и начинающим писателем Всеволодом Петровым, который в своих воспоминаниях называет себя «последним другом Хармса».

### Второй арест и смерть

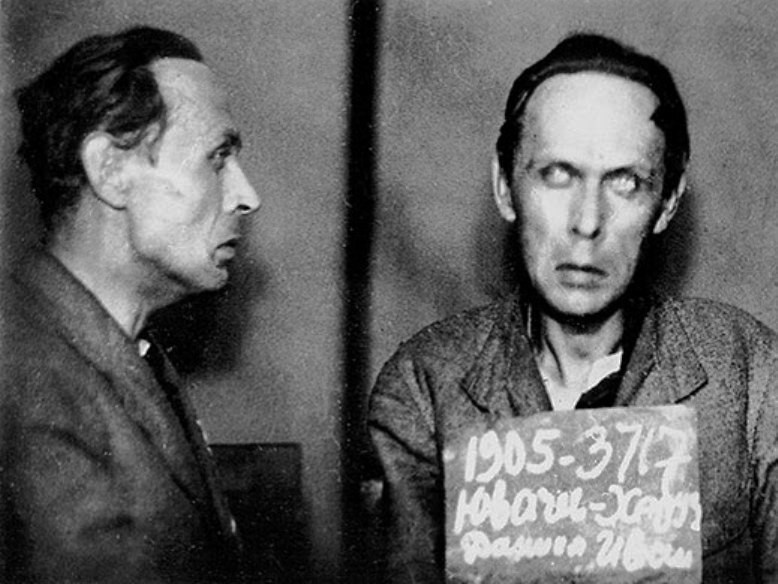
Второй арест Хармса, 1941 год

23 августа 1941 года Хармс арестован за распространение в своём окружении «клеветнических и пораженческих настроений». В постановлении на арест приводятся слова Хармса, которые, как пишет А. Кобринский, были переписаны из текста доноса:

Советский Союз проиграл войну в первый же день, Ленинград теперь либо будет осаждён или умрёт голодной смертью, либо разбомбят, не оставив камня на камне… Если же мне дадут мобилизационный листок, я дам в морду командиру, пусть меня расстреляют; но форму я не одену [sic] и в советских войсках служить не буду, не желаю быть таким дерьмом. Если меня заставят стрелять из пулемёта с чердаков во время уличных боёв с немцами, то я буду стрелять не в немцев, а в них из этого же пулемёта.

21 августа 1941 года на основе этого доноса оперуполномоченный УНКВД сержант госбезопасности Бурмистров написал обвинительное заключение. Оно и определило судьбу поэта. При этом, кроме доноса и обвинительного заключения Бурмистрова, нет никаких свидетельств так называемх «пронемецких» настроений Хармса. В 1941 году в сдвоенном № 8-9 детского журнала «Мурзилка» (подписано к печати 5 сентября 1941) опубликованы последние прижизненные детские стихотворения Д. Хармса («На дворе в зелёной клетке…»).
Литературовед Глеб Морев и поэт и переводчик Валерий Шубинский писали: «Нине Гернет Хармс ещё весной 1941 года говорил: „Будет война. Ленинград ждет судьба Ковентри“. По словам Л. Пантелеева, Хармс был „настроен патриотически“ — „он верил, что немцев разобьют, что именно Ленинград — стойкость его жителей и защитников — решит судьбу войны“. Правда, „Ленинградские записи“ Пантелеева напечатаны в 1965 году — текст их, несомненно, автоцензурирован. Якову Друскину Хармс тоже говорил, что в войне победит СССР, но с другим оттенком: „немцы увязнут в этом болоте“. […] Ни один из знакомых Хармса (включая его жену) ничего не говорит о его „пронемецких“ настроениях. Нет никаких свидетельств о том, что с войной он связывал надежды на избавление от советской власти — и вообще какие-либо надежды».
О предчувствиях Хармса свидетельствуют также его слова, приведённые в блокадном дневнике художника и поэта Павла Зальцмана:

В один из первых дней я случайно встретился у Глебовой с Хармсом. Он был в бриджах, с толстой палкой. Они сидели вместе с женой, жена его была молодая и недурна собой. Ещё не было тревог, но, хорошо зная о судьбе Амстердама, мы представляли себе всё, что было бы возможно. Он говорил, что ожидал и знал о дне начала войны и что условился с женой о том, что по известному его телеграфному слову она должна выехать в Москву. Что-то изменило их планы, и он, не желая расставаться с ней, приехал в Ленинград. Уходя, он определил свои ожидания: это было то, что преследовало всех: «Мы будем уползать без ног, держась за горящие стены». Кто-то из нас, может быть, жена его, а может, и я, смеясь, заметил, что достаточно лишиться ног для того, чтоб было плохо ползти, хватаясь и за целые стены. Или сгореть с неотрезанными ногами. Когда мы пожимали друг другу руки, он сказал: «Может быть, даст Бог, мы и увидимся». Я внимательно слушал все эти подтверждения общих мыслей и моих тоже.
— 
Чтобы избежать расстрела, писатель симулировал сумасшествие; военный трибунал определил «по тяжести совершённого преступления» содержать Хармса в психиатрической больнице. Даниил Хармс умер 2 февраля 1942 года во время блокады Ленинграда, в наиболее тяжёлый по количеству голодных смертей месяц, в отделении психиатрии больницы тюрьмы «Кресты» (Санкт-Петербург, Арсенальная улица, дом 9).

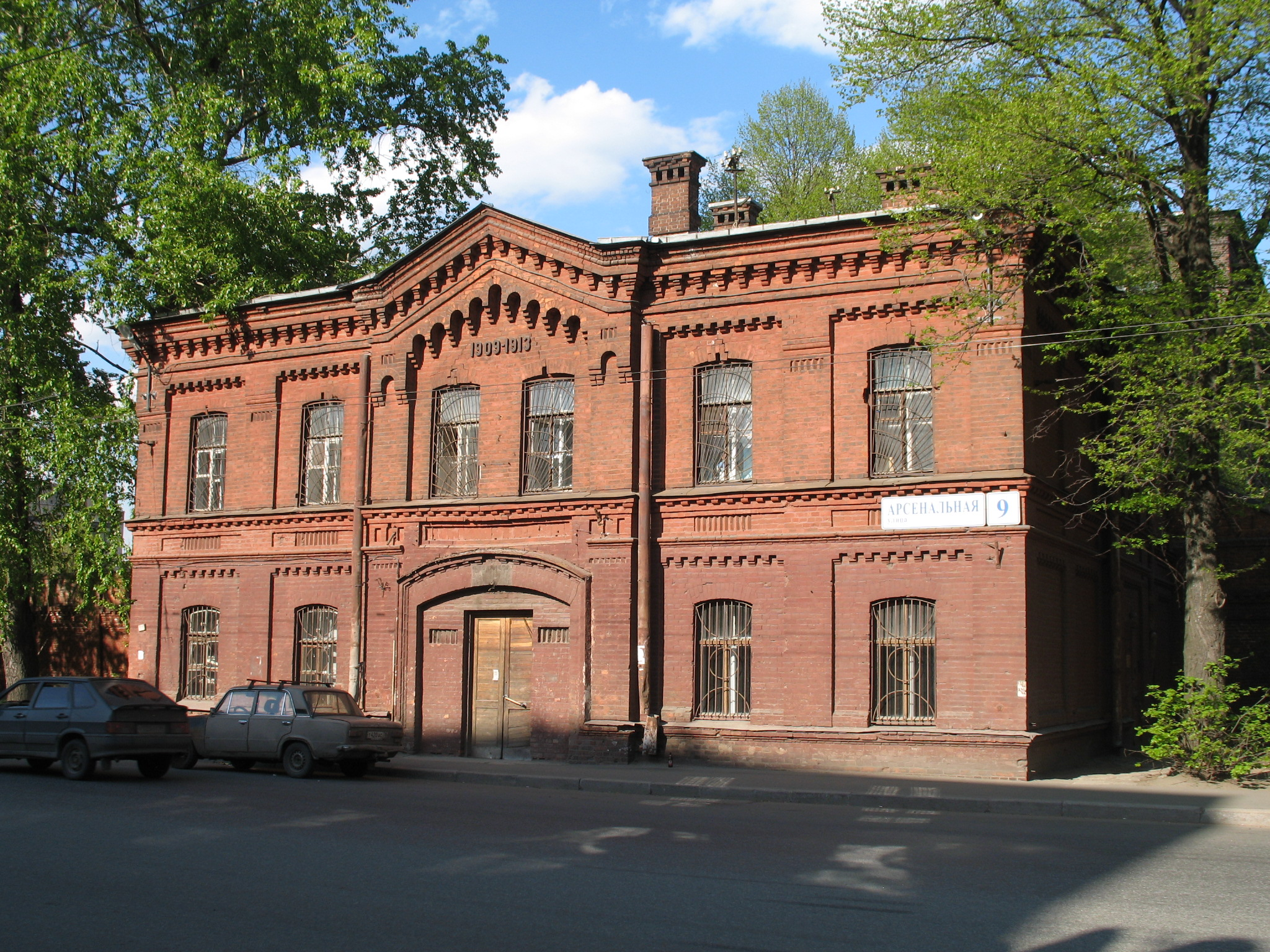
«Кресты», отделение психиатрии

Жене Хармса Марине Малич было поначалу ложно сообщено, что он вывезен в Новосибирск.

## Некрография
25 июля 1960 года по ходатайству сестры Хармса Елизаветы Грициной Генеральная прокуратура признала его невиновным. Его дело было закрыто за отсутствием состава преступления, а сам он был реабилитирован.
Наиболее вероятное место захоронения — Пискарёвское кладбище (могила № 9 или № 23).

## Семья и личная жизнь
5 марта 1928 года Хармс женился на Эстер Александровне Русаковой (урождённой Иоселевич; 1909—1943), родившейся в Марселе в семье эмигранта из Таганрога А. И. Иоселевича. Ей посвящены многие произведения писателя, написанные с 1925 по 1932 год, а также многочисленные дневниковые записи, свидетельствовавшие об их непростых отношениях. В 1932 году они развелись. 
Эстер Русакова была арестована вместе с семьёй в 1936 году по обвинению в троцкистских симпатиях и осуждена на 5 лет лагерей на Колыме, где погибла в 1938 году (по официальным сведениям умерла в 1943 году). Её брат, осуждённый одновременно с ней, — композитор Поль Марсель (Павел Русаков-Иоселевич; 1908—1973), автор эстрадного шлягера «Дружба» (Когда простым и нежным взором…, 1934) на слова Андрея Шмульяна, входившего в репертуар Вадима Козина и Клавдии Шульженко. Её сестра Блюма Иоселевич (Любовь Русакова) стала женой революционера Виктора Кибальчича.
16 июля 1934 года Хармс женился на Марине Владимировне Малич (1912—2002), с которой жил до своего ареста в 1941 году. Второй жене писатель также посвятил ряд произведений. После гибели Хармса Марина Малич эвакуировалась из Ленинграда на Кавказ, где попала под немецкую оккупацию и была вывезена в Германию как остарбайтер; после окончания Второй мировой войны жила в Германии, Франции, Венесуэле, США. В середине 1990-х годов литературовед В. Глоцер разыскал М. Малич и записал её воспоминания, которые вышли в виде книги.

## Издания произведений

### Архив Даниила Хармса
В отличие от архивов Олейникова и Введенского, сохранившихся лишь частично, архив Хармса был сохранён. Спасти архив удалось благодаря усилиям Якова Друскина, который в 1942 году вместе с Мариной Малич собрал рукописи в чемодан и вынес их из пострадавшего от бомбёжки дома писателя. В. Глоцер так описал архив писателя:

С 1928 года Д. Хармс … даже не перепечатывает на машинке свои рукописи — за ненадобностью. И с этих пор все его рукописи … — это в полном смысле слова рукописи, автографы. Хармс писал либо на отдельных листах и листочках бумаги (гладкой, или вырванных из гроссбуха или из блокнота, или тетрадных, или на обороте кладбищенских бланков, счетов «прачешного заведения», таблиц крепёжных деталей и точечных винтов, обороте печатных нот, страничках из блокнота сотрудника журнала «Гигиена и здоровье рабочей и крестьянской семьи» и т. п.), либо — в тетрадях (школьных или общих), в гроссбухах, в блокнотах и совсем редко — в разного рода самодельных книжках («Голубая тетрадь» и прочее).

Яков Друскин передал основную часть архива в Рукописный отдел Государственной публичной библиотеки им. М. Е. Салтыкова-Щедрина (ныне — Российская национальная библиотека, Ф. 1232), другая часть поступила в Рукописный отдел Института русской литературы (Пушкинский Дом).

### Прижизненные издания
При жизни Хармса было опубликовано всего два его «взрослых» стихотворения. Первая публикация состоялась в 1926 году, после вступления Хармса в Союз поэтов: в альманахе Союза было напечатано стихотворение «Чинарь-взиральник (случай на железной дороге)». В 1927 году в альманахе «Костёр» был опубликован «Стих Петра-Яшкина-Коммуниста». Слово «Коммуниста» из названия было выброшено цензурой. Ряд проектов по изданию сборников произведений обэриутов не был осуществлён.
Произведения для детей публиковались в детских журналах и выходили отдельными изданиями.

### Публикации 1960—2000-х годов
В 1965 году в ленинградском выпуске сборника «День поэзии» опубликованы два стихотворения Хармса, что стало началом публикации «взрослых» произведений Хармса в СССР и за рубежом. С конца 1960-х годов в периодической печати СССР публикуются некоторые «взрослые» произведения Хармса, которые преподносятся как юмористические. Так, например, в сборнике «Клуб 12 стульев» (произведения, опубликованные на одноимённой юмористической странице «Литературной газеты») были напечатаны рассказы Хармса «Сказка», «Тюк» и «Анекдоты из жизни Пушкина». Публикации предшествует предисловие Виктора Шкловского «О цветных снах. Слово о Данииле Хармсе».
Куда большее количество текстов Хармса и других обэриутов начинает в этот период обращаться в самиздате. Отдельные издания произведений писателя впервые появились за границей в 1970-е годы. В 1974 году американский славист Джордж Гибиан подготовил к выходу книгу «Даниил Хармс. Избранное», которая содержала в себе рассказы, стихотворения, повесть «Старуха», пьесу «Елизавета Бам», а также произведения для детей. Другое издание предприняли Михаил Мейлах и Владимир Эрль, выпустив четыре тома «Собрания произведений» из задумывавшихся девяти в 1978—1988 годы в Бремене.
В детском журнале «Мурзилка» в № 4 за 1966 год было опубликовано стихотворение Д. Хармса «Кошки», в № 1 за 1976 год — стихотворение «Кораблик. Удивительная кошка».
Первое советское издание «взрослых» произведений «Полёт в небеса» вышло только в 1988 году в издательстве «Советский писатель». Наиболее полным (однако критикуемым за ошибки в расшифровке рукописей) изданием на данный момент является 6-томное «Полное собрание сочинений», публиковавшееся во второй половине 1990-х годов в издательстве «Академический проект» Валерием Сажиным.
В настоящее время в репертуаре ряда издательств постоянно присутствуют сборники и собрания сочинений Хармса, которые переиздаются из года в год.

## Влияние на культуру
Процессы осмысления творчества Хармса и его влияния на отечественную литературу, как на неофициальную советского времени, так и на последующую российскую, начинаются лишь в последней трети XX века. После того как в начале 1970-х годов бывшие участники ленинградской литературной группы «Хеленукты» получают доступ к наследию Хармса и других обэриутов, поэтика ОБЭРИУ тем или иным образом влияет на творчество Алексея Хвостенко, Владимира Эрля, а также Анри Волохонского, не входившего в группу. В повести писателя Рената Беккина «Дворник писателя Хармса» читатель видит Хармса глазами дворника-татарина Ибрагима Кильдеева.
Несмотря на то что Хармс практически не рассматривался в ракурсе постмодернистского прочтения, исследователи прослеживают влияние Хармса на русский рок (Борис Гребенщиков, Анатолий Гуницкий, Вячеслав Бутусов, НОМ, «Умка и Броневик»), на современную русскую сказку (Юрий Коваль), российский литературный постмодерн (Виктор Пелевин), кинодраматургию («Эпитафия гипсовой пионерке в манере Даниила Хармса»), им ещё предстоит изучить то влияние, которое творчество Хармса оказало на современные литературу и искусство.

## Память
- 22 декабря 2005 года в Санкт-Петербурге, на доме 11 по улице Маяковского, в котором жил Хармс, к столетию писателя была открыта мемориальная доска работы архитектора В. Бухаева. Художник Д. В. Шагин, автор проекта народный артист Российской Федерации В. Э. Рецептер. Композиция состоит из мраморного рельефного портрета, полочки для цветов и тюремного натюрморта; на доске выбита строчка из стихотворения Хармса «Из дома вышел человек»; надпись гласит: «Здесь жил в 1925—1941 писатель Даниил Хармс»[45].
- Именем Даниила Хармса названы астероид (6766) Хармс, открытый астрономом Людмилой Карачкиной в Крымской Астрофизической Обсерватории 20 октября 1982 года, улица в Красногвардейском районе Санкт-Петербурга[46].
- В рамках фестиваля, посвящённого 100-летнему юбилею Хармса были установлены два памятника. «Шанс стать своеобразной Меккой почитателей таланта Даниила Хармса появился у деревни Веретьево. Одна из конструкций представляет собой металлический столб с „головой“ Хармса наверху. Дополняет композицию „поток“ падающих сверху старушек — персонажей одного из произведений литератора. Автором работы стал скульптор Павлов. Идея другого памятника принадлежит киевскому художнику Столбченко[укр.]. На фоне солнца с лучами установили стилизованные скамью и трёхногий столик. А опоры стола — фигурки хармсовских персонажей, перевёрнутых вниз головой»[47].
- В 2006 году портрет Хармса в стиле граффити, высотой в 2 этажа, появился на стене дома 11 по ул. Маяковского в Санкт-Петербурге. В октябре 2021 года Дзержинский районный суд постановил закрасить портрет[48]. 3 июня 2022 года граффити были закрашено коммунальными службами, по словам служб, портрет заменит световая проекция[49].
- В 2014 году безымянному проезду в новом микрорайоне Петербурга, по настоянию застройщика, было присвоено имя улицы Даниила Хармса

Памятная доска в Санкт-Петербурге
Барельефы Хармсу, Дали, Шостаковичу и Лихачёву в Санкт-Петербурге
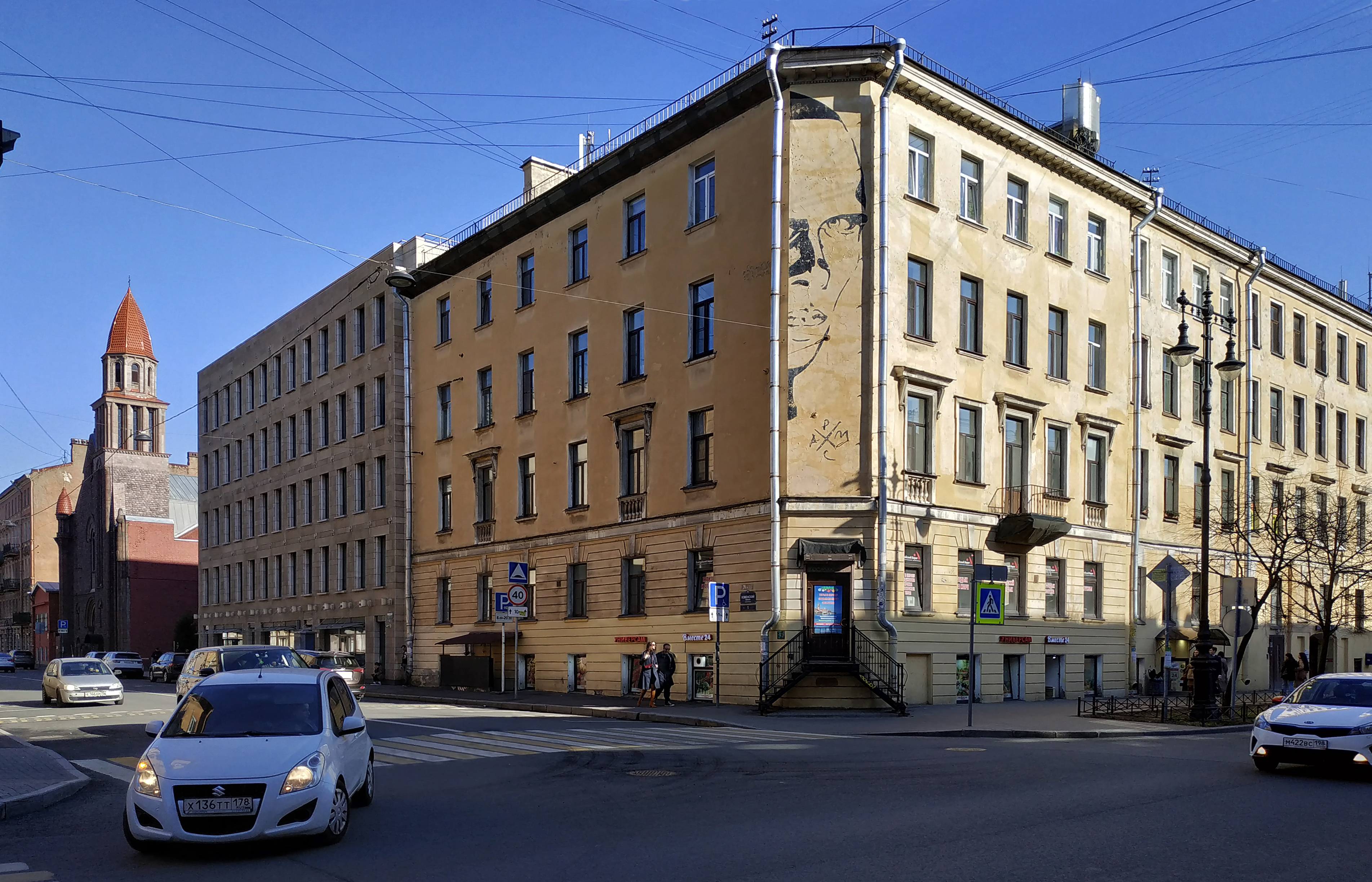
Портрет Хармса на доме 11 по ул. Маяковского в Санкт-Петербурге (на 2024 год отсутствует. Предположительно уничтожен ком. службами)

Хармсу ошибочно приписывают авторство серии литературных анекдотов «Весёлые ребята» («Однажды Гоголь переоделся Пушкиным…»), созданных в 1970-х годах в редакции журнала «Пионер» в подражание Хармсу (ему действительно принадлежит ряд пародийных миниатюр о Пушкине и Гоголе). Появление литературных анекдотов псевдо-Хармса совпало со 150-летием со дня рождения Ф. М. Достоевского, имя которого фигурирует в 16 анекдотах, а книга была опубликована в 1998 году. (См. Анекдоты, приписываемые Хармсу)

## Адрес в Санкт-Петербурге
- Ул. Маяковского, д. 11, кв. № 8 (1926—1941)

### Произведения
Стихи
- 1926 (Случай на железной дороге)
- 1922 «В июле как-то, в лето наше…»
- 1926 Пророк с Аничкиного моста
- 1926 Скупость
- 1927 Стих Петра Яшкина
- 1927 Искушение
- 1927 Пожар
- 1927 «Выходит Мария, отвесив поклон…»
- 1928 Иван Иваныч Самовар
- 1928 Иван Топорышкин
- 1929 «Уж я бегал, бегал, бегал…»
- 1929 О том, как папа застрелил мне хорька
- 1929 Игра
- 1929 Весёлые чижи
- 1929 Овца
- 1929 Столкновение дуба с мудрецом
- 1929 Измерение вещей
- 1930 Миллион
- 1930 Врун
- 1930 "Жил мельник…
- 1930 «Мяч летел с тремя крестами…»
- 1930 Пробуждение элементов
- 1930 Ужин
- 1930 Падение вод
- 1930 Звонить — лететь. Логика бесконечного небытия
- 1930 «Вот и Вут час…»
- 1930 Вечерняя песнь к именем моим существующей
- 1930 Месть
- 1930 Радость
- 1930 (Разговор за самоваром)
- 1930 Он и Мельница
- 1931 «Человек устроен из трёх частей…»
- 1931 Окно
- 1931 Вода и Хню
- 1931 Хню
- 1931 «Я знаю, почему дороги…»
- 1931 «Скажу тебе по совести…»
- 1933 Бал
- 1933 Страсть
- 1933 Архитектор
- 1933 «Летят по небу шарики…»
- 1933 «- Мне всё противно…»
- 1933 «Жил-был в доме тридцать три единицы…»
- 1933 «Молчите все!…»
- 1933 Подруга
- 1933 «Николай II: Я запер дверь…»
- 1933 Постоянство веселья и грязи
- (?) «Однажды лев…»
- 1934 «Горох тебе в спину…»
- 1934 Обращение учителя к своему ученику графу Дэкону
- 1935 Сказка
- 1935 Неизвестной Наташе
- 1935 Олейникову
- 1935 Страшння смерть
- 1935 На смерть Казимира Малевича
- 1935 Песнь
- 1936 «Шёл Петпов однажды в лес…»
- 1936 Как Володя быстро под гору летел
- 1936 Плих и Плюх
- 1937 «Глоб: Я руку протянул. И крикнул…»
- 1937 «Я долго смотрел на зелёные деревья…»
- 1937 Из дома вышел человек
- 1938 Смерть дикого война
- 1938 Удивительная кошка
- 1940 Что это было?
- 1940 Весёлый старичок
- 1941 Цирк Принтинпрам
- 1941 Во-первых и во-вторых
- 1941 О том, как старушка чернила покупала

Рассказы
- 1929-30 «Одна муха ударила в лоб…»
- 1929 История сдыгр аппр
- 1929 Вещь
- 1930 Мыр
- 1934 О явлениях и существованиях. Номер 1
- 1934 О явлениях и существованиях. Номер 2
- 1934-37 «Иван Яковлевич Бобов проснулся…»
- 1934-36 Рыцарь
- 1935 «Теперь я расскажу…»
- 1935 Праздник
- 1936 Судьба жены профессора
- 1937 Грязная личность
- 1938 Шапка
- 1936-38 Воспоминания одного мудрого старика
- 1940 Власть
- 1940 Победа Мышина
- 1940 Помеха
- 1935-40 «Случаи» (авторский сборник)

Драмы
- 1930 «Гвидон»
- 1927 «Елизавета Бам»
- 1939 «Старуха»

Очерки и письма
- Сабля
- Утро
- («Я решил растрепать одну компанию…»)
- «Теперь я расскажу, как я родился…»
- Инкубаторный период
- Однажды Марина Сказала мне…
- Р. И. Поляковой. 2 ноября 1931
- Т. А. Мейер. 17 июля 1931
- Т. А. Мейер-Липавской и Л. С. Липавскому. 28 июня 1932
- Т. А. Мейер-Липавской. 1 августа 1932
- Т. А. Мейер-Липавской. 2 сентября 1932
- К. В. Пугачёвой. 20 сентября 1933
- К. В. Пугачёвой. 5 октября 1933
- К. В. Пугачёвой. 9 октября 1933
- К. В. Пугачёвой. 16 октября 1933
- К. В. Пугачёвой. 21 октября 1933
- К. В. Пугачёвой. 24 октября 1933
- К. В. Пугачёвой. 4 ноября 1933
- К. В. Пугачёвой. 10 февраля 1934
- Б. С. Житкову. (Конец сентября 1936)
- Б. С. Житкову. 3 октября (1936)
- 1937 Пять неоконченных повествований
- 1937 Связь
- 1937 О том, как меня посетили вестники

### Избранные издания[52]
- Хармс Д. Как Панькин Колька летал в Бразилию, а Петька Ершов ничему не верил. — М.-Л.: Госиздат, 1928. — 30 с. — 20000 экз.
- Хармс Д. Во-первых и во-вторых. / худ. В. Татлин. — М.-Л.: Госиздат, 1929. — 23 с. — 10000 экз.
- Хармс Д. Иван Иваныч Самовар / худ. В. Ермолаева. — М.-Л.: Госиздат, 1929. — 12 с. — 5000 экз.
- Хармс Д. О том, как старушка чернила покупала / худ. Э. Криммер. — М.-Л.: Госиздат, 1929. — 27 с. — 20000 экз.
- Хармс Д. О том, как папа застрелил мне хорька / худ. Ю. Васнецов. — М.-Л.: Госиздат, 1930. — 6 с. — 50000 экз.
- Хармс Д. Миллион / худ. В. Кондашевич. — М.-Л.: ОГИЗ — Молодая гвардия, 1931. — 10 с. — 50000 экз.
- Буш В..Плих и Плюх (перевод Д. Хармс). — М.-Л.: Детиздат ЦК ВЛКСМ, 1937. — 72 с. — 100000 экз.
- Хармс Д., Маршак С. — Весёлые чижи. Книжка-песенка. — М.: Художественная мастерская ЦДРИ, 1948. — 15 с. — 100000 экз.
- Хармс Д. Игра. / худ. М. Митурич, И. В. Бруни. — М.: Изд-во «Детский мир» Мин-ва Культуры РСФСР, 1962. — 30 с.- 100000 экз.
- Хармс Д. Что это было? / Составитель: Н. Халатов; илл. Ф. В. Лемкуля. — М.: Малыш, 1967. — 92 с. — 100000 экз.
- Хармс Д. Собрание произведений: Кн. 1—4 / Под редакцией М. Мейлаха и Вл. Эрля. — Bremen: K-Presse, 1978—1988.
- Хармс Д. Полёт в небеса: Стихи. Проза. Драмы. Письма / Вступительная статья, составление, подготовка текста и примечания А. А. Александрова; Художник Л. Яценко. — Л.: Советский писатель, 1988. — 558 с. — (Наследие). — 50 000 экз.
- Хармс Д. Старуха: Рассказы. Сцены. Повесть / Составитель В. Глоцер; Художник Л. Тишков. — М.: Юнона, 1991. — 126 с. — 125 000 экз.
- Хармс Д. Меня называют капуцином. Некоторые произведения Даниила Ивановича Хармса / Художники Г. Мурышкин, С. Георгиева, М. Мурышкина; Составление и подготовка текстов А. Герасимова. — М.: Каравенто, Пикмент, 1993. — 352 с.[b]
- «Мне дилетанту все достижения сих режиссёров кажется убожеством»: Из записных книжек Хармса // Мнемозина. Документы и факты из истории русского театра XX века  / Публикация, вступительная статья и комментарии Ю. Гирбы; Редактор-составитель В. В. Иванов. — М.: ГИТИС, 1996. — С. 111—123.
- Хармс Д. Полное собрание сочинений: В 3-х томах / Под общей редакцией В. Н. Сажина. — СПб.: Академический проект, 1997. — 5000 экз.
- Хармс Д. Полное собрание сочинений. Т. 4. Неизданный Д. Хармс. Трактаты и статьи. Письма. Дополнения к т. 1-3 / Составления и примечания В. Н. Сажина. — СПб.: Академический проект, 2001. — 319 с. — 3500 экз.
- Хармс Д. Полное собрание сочинений. Записные книжки. Дневник: В 2-х книгах / Подготовка текста Ж.-Ф. Жаккара и В. Н. Сажина. — СПб.: Академический проект, 2002. — 3000 экз.
- Хармс Д. Цирк Шардам: Сборник / Составление, подготовка текста, предисловие, примечания и общая редакция В. Н. Сажина. — СПб.: Кристалл, 1999. — (Библиотека мировой литературы). — 10 000 экз.
- Хармс Д. Дней катыбр: Избранные стихотворения. Поэмы. Драматические произведения / Составление, вступительная статья и примечания М. Мейлаха; Подготовка текста М. Мейлаха и Вл. Эрля; Подготовка текста «Елизаветы Бам» Вл. Эрля. — М.—Кайенна: Гилея, 1999. — 638 с. — (Правительство поэтов). — 3000 экз.
- Хармс Д. Даниил Хармс: Сборник / Вступительная статья В. Глоцера. — М.: Эксмо, 2003. — 493 с. — (Антология сатиры и юмора России XX века; Т. 23). — 10 000 экз.
- Хармс Д. Малое собрание сочинений / Составление, вступительная статья и комментарии В. Сажина. — СПб.: Азбука-классика, 2003. — 863 с. — (Азбука-классика). — 7000 экз.
- Хармс Д. Случаи и вещи / Составление и примечания А. Дмитренко и В. Эрля; Подготовка текстов В. Эрля; Иллюстрации Ю. Штапакова. — СПб.: Вита Нова, 2004 (2-е издание, исправленное и дополненное: 2010). — 494 с. — (Рукописи).
- Хармс Д. Цифры времени. Юбилейный Хармс-календарь: К 100-летию со дня рождения Даниила Хармса (1905—2005) / Составитель авторских текстов, цитат и фрагментов дневников с предоставлением фотографий и книг писателя Валерий Сажин. — М.: Самолёт, 2005. — 368 с.
- Хармс Д. О женщинах и о себе: Дневниковые записи, стихи, проза. — М.: Альта-Принт, 2006. — 319 с. — (Фаллософические памятники). — 5000 экз.
- Рисунки Хармса / Составитель Ю. С. Александров. — СПб.: Издательство Ивана Лимбаха, 2006. — 336 с.
- Хармс Д. Стихотворения. Драматические произведения / Вступительная статья, составление, подготовка текста и примечания В. Н. Сажина. — СПб.: Академический проект; ДНК, 2007. — 440 с. — (Новая библиотека поэта. Малая серия). — 1000 экз.
- Хармс Д. Тетрадь: Стихи и проза для детей / Составление и статья А. Л. Дмитренко. Иллюстрации Ю. А. Штапакова. — СПб.: Вита Нова, 2007 (2-е издание, исправленное и дополненное: СПб.: Вита Нова, 2010). — 112 с.
- Даниил Хармс глазами современников: Воспоминания. Дневники. Письма / Под редакцией А. Л. Дмитренко и В. Н. Сажина. — СПб.: Вита Нова, 2019. — 528 с. + XXXII с.

## Фильмография

### Фильмы с участием Хармса
- 1929 — Почта, режиссёр Михаил Цехановский — мультфильм по стихотворению С. Маршака, звуковая версия. Д. Хармс — автор текста, конферанс

### Экранизации произведений
- 1972 — «Весёлая карусель» выпуск № 4 «Весёлый старичок» — советский короткометражный рисованный мультфильм, созданный режиссёром Анатолием Петровым. Третий из трёх сюжетов мультипликационного альманаха.
- 1984 — «Плюх и Плих», кукольный мультфильм по мотивам книги Вильгельма Буша «Плих и Плюх» в переводе Хармса, режиссёр Натан Лернер
- 1985 — «Переменка № 4», мультсборник: сюжет «Врун», режиссёр Алексей Туркус
- 1987 — «Случай Хармса», сюрреалистическая кинопритча, режиссёр Слободан Пешич
- 1987 — «Самовар Иван Иваныч», мультфильм по мотивам стихотворений Хармса для детей
- 1989 — «Клоунада», трагикомедия абсурда по мотивам произведений Хармса, режиссёр Дмитрий Фролов
- 1989 — «Путешествие», мультфильм по мотивам рассказа для детей «Во-первых и во-вторых»
- 1990 — «Случай», мультфильм по мотивам трёх миниатюр Д.Хармса на темы городской жизни 1930-х годов, режиссёр Алексей Туркус
- 1990 — «Тюк!», мультфильм творческого объединения «Экран» по мотивам рассказов М.Зощенко и Д.Хармса
- 1990 — «Весёлая карусель» выпуск № 21 «Однажды» — второй из двух сюжетов мультипликационного альманаха.
- 1991 — «Стару-ха-рмса», экранизация повести «Старуха», режиссёр Вадим Гемс
- 1991 — «Сказка», экранизация одноимённого произведения, студия «Союзмультфильм»
- 1995 — «Концерт для крысы», фильм в жанре политического абсурда по мотивам произведений Хармса, режиссёр Олег Ковалов
- 1996 — «Charms Zwischenfälle» (Хармс Случаи), фильм австрийского режиссёра Михаэля Крайзля по мотивам повести «Старуха», рассказов и биографии Хармса.
- 1999 — «Упадание», любительский фильм в жанре абсурдистского детектива по мотивам повести «Старуха», режиссёр Николай Ковалёв, лидер группы Сейф
- 1999 — «Pád» (The Fall), короткий чешско-канадский мультфильм, получивший несколько международных наград, режиссёр Аурел Климт
- 2002 — «Опасная прогулка» (мультфильм)
- 2003 — «Було лiто» (мультфильм) реж. Маша Медвiдь студия «Украниафильм»
- 2007 — «Дворник на Луне» (мультфильм) по мотивам стихотворения Хармса «Постоянство веселья и грязи»[53][54]
- 2009 — «Пьеса для мужчины», моноспектакль по произведениям Хармса, режиссёр Владимир Мирзоев
- 2010 — «Хармониум», мультфильм по произведениям Хармса
- 2010 — «Помеха», короткометражный фильм по мотивам одноимённого рассказа, режиссёр Максим Буйницкий
- 2011 — «Малгил», (1, 2), короткометражный фильм по мотивам произведений Хармса, режиссёры Ярослав Иванов и Дмитрий Фетисов
  - 2012 — «Старуха», полнометражный фильм по мотивам повести «Старуха», режиссёры Ярослав Иванов и Дмитрий Фетисов
- 2013 — «За окно. Рассказы из жизни Хармса» (мультфильм).
- 2023 — «Хармсики», короткометражный фильм по произведениям Хармса, киношкола Лендок

### Фильмы о Хармсе
- 1989 — «Но не поняли сказанных им слов» — документальный фильм (режиссёр Татьяна Чивикова), Центрнаучфильм
- 1989 — «Страсти по Хармсу», документальный телефильм (режиссёр Л. Костричкин)
- 2006 — «Три левых часа. Хармс. Другая линия», документальный фильм (режиссёр Варвара Уризченко)
- 2007 — «Падение в небеса», полнометражный художественный фильм (режиссёр Наталья Митрошина)
- 2008 — «Рукописи не горят… Фильм 2-й. „Дело Даниила Хармса и Александра Введенского“», документальный фильм (режиссёр Сергей Головецкий)
- 2013 — «За окно. Рассказы из жизни Хармса», анимационный (режиссёр Михаил Сафронов)
- 2015 — «Огурец, или Подлость русского огурца» / фр. Ogurets, ou les turpitudes d’un concombre russe, короткометражный художественный фильм (режиссёр Эрик Бю / фр. Eric Bu)
- 2017 — «Хармс» полнометражный художественный фильм (режиссёр Иван Болотников)

## Музыка
- «Легенда о табаке» — песня Александра Галича, посвящённая Даниилу Хармсу, 1969 год.
- «Три хора на стихи Даниила Хармса» — цикл Виктора Суслина для женского хора и девочки-чтеца («Тигр на улице», «Кошки», «Скороговорка»), 1972 год.
- «Голубая тетрадь» — произведение Эдисона Денисова для сопрано, чтеца, скрипки, виолончели, двух фортепиано и трёх групп колоколов на стихи Александра Введенского и тексты Даниила Хармса (в 10 частях, 1984 год). Премьера состоялась 11 апреля 1985 года в Ростове-на-Дону, солистка — Елена Комарова.
- «Любовь и жизнь поэта» — вокальный цикл Леонида Десятникова на стихи Даниила Хармса и Николая Олейникова, 1989 год[55].
- «Хармс-10 — случаи» — альбом фри-джазового ансамбля «Оркестр московских композиторов» (все тексты песен принадлежат Хармсу), 1998 год.
- «Charms» — альбом бельгийского композитора и музыканта Петера Вермеерша (Peter Vermeersch) с текстами песен, принадлежащими Хармсу и музыкой, написанной для одноимённой театральной постановки, осуществлённой группой Walpurgis совместно с Центром искусств Vooruit, 1998 год[56].
- Альбом «Вестники», музыкальный проект «Змеиный рай» — номера по прозаическим текстам Хармса, показанные в рамках празднования столетия писателя в Белграде, 2005.
- «Хармс FM» — сборник произведений Хармса в музыкальной интерпретации содружества «Иной Креатив» при участии Вячеслава Бутусова, 2008 год.
- «Гвидон» — хоровая опера Александра Маноцкова по пьесе «Гвидон» и другим стихам Даниила Хармса, 2009 год.
- «Как Володя быстро под гору летел» — произведение Ирины Алексейчук для смешанного хора a’cappella на стихи Даниила Хармса.
- «Хармс жив» — вокальный цикл на тексты литературных анекдотов Даниила Хармса в исполнении «Квартета имени Крылова» (творческое объединение «Пакава Ить»).
- «Дворник» — песня фолк-группы Отава Ё на стихи Даниила Хармса, 2012 год.
- «Псевдо Матрица имени Жестокого Романтика», «Именины Даниила Ивановича Хармса» — две песни из альбома Cyber Ra «Именины Хармса», 2013 год.
- «Неизвестной Наташе» — альбом группы «Вальс в Конго» на стихи Даниила Хармса, 2013 год.
- «Постоянство веселья и грязи» — совместный альбом Леонида Фёдорова и группы «Крузенштерн и пароход» на стихи Даниила Хармса, 2018 год.
- «С дубинкой и мешком» — песня группы «Кушва Band» (Самара, автор музыки — Евгений Жевлаков), 2018 год.
- «Хармс» — альбом на стихи Хармса группы «Були для бабули» с участием Александра Ливера, 2022 год.
- «Ка Ве О» — шоу группы «Spokanki», сочетающее акапелла-вокал, этнические инструменты и театральную абсурдистскую эстетику, вдохновленную творчеством Даниила Хармса.

## Театральные постановки
Драматический театр
- «Синфония № 2» — спектакль театра Lusores, режиссёр Александр Савчук.
- «Хармс! Чармс! Шардам!» — театр «Эрмитаж», Москва. Премьера: 21.04.1982
- «Елизавета Бам» — спектакль режиссёра Фёдора Сухова по одноимённой пьесе Даниила Хармса. Премьера состоялась в «Театре на набережной» 22 марта 1989 года (22 марта 2009 г. — возобновление).
- «Белая овца» — «спектакль-заклинание, посвящённый Олегу Николаевичу Ефремову». Московский театр «Эрмитаж» (2000).
- «Старуха» — совместная работа (постановка, сценография, концепция света) режиссёра Роберта Уилсона и актёров Уиллема Дефо и Михаила Барышникова. Премьера состоялась 4 июля 2013 года на международном фестивале в Манчестере[англ.][57].
- «Три левых часа» (нелепая комедия) — спектакль Приморского краевого театра молодёжи (Владивосток) по произведениям Даниила Хармса, режиссёр Лидия Василенко. Премьера состоялась 4 апреля 2014 года[58].
- «Хармс»-спектакль по произведениям Даниила Хармса режиссёра Сергея Филатова. Премьера состоялась Санкт-Петербургском академическом театре имени Ленсовета 6 февраля 2015 г.
- «Хармс. Мыр» — «Гоголь-центр», режиссёр Максим Диденко.
- «11 утверждений Даниила Ивановича Хармса» — постановка Владимира Красовского театральной группы «Переулок» в учебном театре МГИКА в 2009 году. Спектакль участвовал в фестивале «ТВОЙ ШАНС», фестивале «Левый берег».
- «ДыХание (ответ Аристотелю)» — интерактивный моноспектакль. Санкт-Петербург. «Три буквы театр». Режиссёры: Сергей Гогун и Кирилл Чумаков.
- «Второе ДыХание (диалог с Соломоном)» — Интерактивный моноспектакль. Санкт-Петербург. «Три буквы театр». Режиссёры: Сергей Гогун и Кирилл Чумаков.
- «Неудачный спектакль» — театральная студия «На третьем этаже». Режиссёр Лариса Карасёва. 2015. Лауреат 1-й степени на Всероссийском фестивале «Радуга детства». Спектакль посвящён Охотниковой Екатерине.
- «Даниил Хармс. История СДЫГР АППР» — моноспектакль Александра Лушина по произведениям и дневниковым записям Хармса. Режиссёр Юрий Васильев. «Такой Театр» (Санкт-Петербург)
- «Четвероногая ворона» — Московский ТЮЗ. Режиссёр Павел Артемьев.
- «Картин не будет» — спектакль режиссёра Дианы Штайн (адаптация Дианы Штайн по повести Даниила Хармса «Старуха»). Киев, 2015 год.[59][60][61]
- «Хармс, Хармс и СНОВА Хармс» — постановка Юрия Томошевского (постановщик Сергей Сафронов). Санкт-Петербург. Премьера 11 мая 2017 года.
- «Елизавета Бам», трагифарс — Российский государственный театр «Сатирикон» имени Аркадия Райкина. Режиссёр-постановщик Гоша Мнацаканов. Москва. Премьера 31 мая 2022 года.
- «Цирк Шардам-С!», по произведениям Даниила Хармса. Театр «МимИГРАнты». Режиссёр-постановщик, директор-художественный руководитель — Александр Плющ-Нежинский.

Кукольный театр
- «Хармс» — трагикомедия о жизни и творчестве Даниила Хармса, поставленная в Екатеринбургском театре кукол. Режиссер-постановщик: Екатерина Ложкина-Белевич. Премьера состоялась 3 августа 2020 года[62].

Балет
- «Вываливающиеся старухи» — балет Алексея Ратманского на музыку вокального цикла Леонида Десятникова. Премьера состоялась 6 октября 2007 года в рамках Фестиваля «Территория»[63].

Опера
- «Гвидон» — опера Александра Маноцкова, постановка театра «Школа драматического искусства». Премьера состоялась в ноябре 2009 года, в 2011 году спектакль получил премию «Золотая маска» (номинация «Эксперимент»)[64].

### Комментарии
1. ↑  «Ювачёва (Хармс) Даниила Ивановича заключить в концлагерь сроком на ТРИ года, считая срок с 10/XII-1931 г.» Цит. по: [20]
2. ↑  В первые данная антология была выпущена неофициально в 1991 году: без указания издательства, имён составителя и художников, с минимальными выходными данными. Впоследствии была переиздана в 1993 году, выходные данные указаны в статье, и в 2015 году издательством «Колибри».